# Styloniscus katakurai
Styloniscus katakurai är en kräftdjursart som beskrevs av Nunomura 2007B. Styloniscus katakurai ingår i släktet Styloniscus och familjen Styloniscidae. Inga underarter finns listade i Catalogue of Life.